# Goniaspis truncata
Goniaspis truncata är en tvåvingeart som först beskrevs av Malloch 1913.  Goniaspis truncata ingår i släktet Goniaspis och familjen fritflugor. Inga underarter finns listade i Catalogue of Life.